# Jemense doornstaartagame
De Jemense doornstaartagame (Uromastyx benti) is een hagedis uit de familie agamen (Agamidae). De soortnaam benti is ter ere van de Engelse ontdekkingsreiziger James Theodore Bent.
De soort komt voor in het zuidoosten van het Arabische Schiereiland, in Oman en Jemen. Hij komt voor in rotsachtige gebieden tussen de 800 en 1000 meter boven zeeniveau. Het is een herbivoor, die zich voornamelijk voedt met droge grassen. Eens per jaar legt de Jemense doornstaartagame zes tot twaalf eieren. 